# Biblioteca Nacional de Porto Rico
A Biblioteca Nacional de Porto Rico (em castelhano:  Biblioteca Nacional de Puerto Rico) é a biblioteca nacional de Porto Rico, localizada em San Juan, inaugurada oficialmente em 11 de abril de 1973. A biblioteca foi criada pela Resolução Conjunta nº 44 de 1967, que foi posteriormente revogada e substituída pela Lei nº 188, de agosto de 2003. A biblioteca está associada ao ICP - Instituto de Cultura Porto-Riquenha.

## Acervo
A Biblioteca está sediada em um edifício clássico do século XIX (que já foi a principal fábrica da Bacardi) que é compartilhado com o Arquivo Geral de Porto Rico. As coleções especiais da biblioteca incluem: a Coleção Dominicana de livros religiosos com encadernação em couro que datam dos séculos 16 a 19, a coleção de Eugenio Maria de Hostos, que inclui 1.300 manuscritos digitalizados, e a coleção particular de Concha Meléndez, crítica literária e ex-professora da Universidade de Porto Rico.

## Localização
O prédio está localizado entre a Cidade Velha de San Juan – a cidade colonial – e o Centro de Convenções de Porto Rico, onde aconteceu em 2011 o 77º Congresso Mundial de Bibliotecas e Informação da Federação Internacional de Associações e Instituições Bibliotecárias (IFLA). Em frente ao prédio está o Parque Luis Muñoz Rivera e de suas janelas é possível avistar a baía. É totalmente climatizado e tem acesso gratuito à Internet. A Biblioteca e o Arquivo compartilham um anfiteatro de 119 lugares no nível da rua, onde cada assento tem sua mesa lateral individual, com vista panorâmica. O edifício foi listado no NRHP - Registro Nacional de Locais Históricos em 1976.[carece de fontes?]